# Navas de Oro
Navas de Oro er en by og kommune i det centrale Spanien i provinsen Segovia. Den har et indbyggertal på 1.274 (2024) indbyggere.